# 팔경
팔경(八景)은 특정 지역의 가장 아름답거나 중요한 장면을 암시하는 데 사용되는 동아시아 용어이다. 동아시아에서 자주 사용되는 용어이다. 역사적으로 다양한 팔경 시리즈가 제작되었다. 어떤 경우에는 소상팔경(瀟湘八景) 시리즈와 같은 전체 예술적 전통이 개발되었으며 여러 예술인이 시리즈 버전을 작업했다. 옛날에는 시와 그림에 일련의 팔경이 전형적으로 나타났다. 현재는 지방 정부가 관광객을 대상으로 하는 광고에도 등장할 수 있다.

## 종류
- 夜雨(야우)
- 落雁(낙안)
- 晴嵐(청남)
- 晚鐘(만종)
- 夕照(석조)
- 暮雪(모설)
- 秋月(추월)
- 歸帆(귀범)

## 중국
- 소상팔경
- 여대팔경

## 일본
- 근강팔경
- 후가쿠 36경

## 한국
- 조선팔경
- 단양팔경
- 평양팔경